# Isiro
Isiro es la capital de la provincia del Alto Uele en la parte noreste de la República Democrática del Congo. La ciudad se encuentra situada entre la selva ecuatorial y la sabana y su recurso natural más importante es el café. La población de Isiro ronda los 150.000 habitantes. La mayor parte de la población habla lingala aunque un porcentaje considerable conoce el suajili.

## Historia
El antiguo nombre de Isiro durante la colonización belga era Paulis en honor del coronel y diplomático Albert Paulis. La ciudad se fundó en 1934 y alcanzó su mayor importancia en 1957.
Durante el turbulento periodo de la independencia del Congo y su época posterior hasta 1964, la operación Dragon Noir llevó enfrentamientos de los paracaidistas belgas y las milicias locales Simba, durante esa operación, falleció la Beata Marie-Clémentine Anuarite Nengapeta asesinada por un soldado simba.

## Importancia
En 1998, Isiro se convirtió en la sede de la recién creada Université d'Uélé regentada por los Dominicos. Ocupa el tercer lugar en la Provincia Oriental después de Kisangani y Bunia en cuanto a fundación de universidades.
Es la capital del distrito de Haut-Uele, tras haber sustituido a Bambili, y comprende seis territorios: Dungu, Faradje, Niangara, Rungu, Wamba y Watsa. Isiro es el lugar de nacimiento de Marie Daulne, líder del grupo Zap Mama.
Véase también Diócesis de Isiro–Niangara

## Transportes
Isiro está servida por el Aeropuerto Matari, un aeropuerto nacional con vuelos a Kinshasa, la capital del país. La aislada línea ferroviaria de vía estrecha que llega hasta la ciudad portuaria de Bumba sobre el río Congo no se encuentra operacional en estos momentos. Las carreteras sin asfaltar que salen y llegan de Isiro permiten el comercio con Uganda y Sudán del Sur aunque durante la estación de lluvias se encuentran impracticables.